# Орпішевек
Орпішевек (пол. Orpiszewek) — село в Польщі, у гміні Котлін Яроцинського повіту Великопольського воєводства.
Населення — 139 осіб (2011).
У 1975-1998 роках село належало до Каліського воєводства.

## Демографія
Демографічна структура станом на 31 березня 2011 року:
|          | Загалом | Допрацездатний вік | Працездатний вік | Постпрацездатний вік |
| -------- | ------- | ------------------ | ---------------- | -------------------- |
| Чоловіки | 76      | 28                 | 45               | 3                    |
| Жінки    | 63      | 13                 | 41               | 9                    |
| Разом    | 139     | 41                 | 86               | 12                   |